# Ignaz Lachner

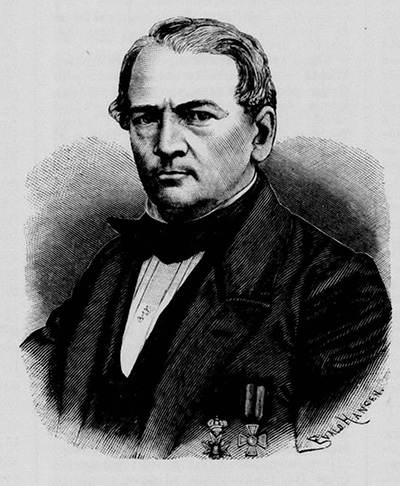
Ignaz Lachner, xylografi 1882.

Ignaz Lachner, född den 11 september 1807 i Rain i Bayern, död den 25 februari 1895 i Hannover, var en tysk musiker och tonsättare, under en tid verksam i Sverige. Han var bror till Franz och Vinzenz Lachner.

## Biografi
Lachner uppträdde ganska tidigt som violinvirtuos och anställdes femton år gammal som violinist vid Isartorteatern i München. Han utnämndes 1825 till organist vid reformerta kyrkan i Wien och erhöll samtidigt plats som violinist vid hovoperateatern där, vid vilken han senare anställdes som kapellmästare. År 1831 förordnades han till hovmusikdirektör och sånglärare vid kungliga teatern i Stuttgart, varifrån han förflyttades som professor till konservatoriet i München. Han var sedermera kapellmästare vid Stadtteater i Hamburg 1853-1858, då han kallades till Stockholm att efterträda Foroni som kapellmästare. 
Han lämnade emellertid denna befattning redan 1861, för att övertaga kapellmästarebefattningen i Frankfurt am Main. År 1875 slog han sig till ro som privatman. 
Lachner var ledamot av Musikaliska Akademien. Han är bekant såsom kompositör av operorna Der Geister-Thurm, Die Regenbrüder och Loreley; av flera symfonier, ouvertyrer, stråkkvartetter; pianosonater, konserter för flera instrument samt för musiken till Oskar I:s begravning och Karl XV:s kröning.